# Titulatura regală din Egiptul Antic
Titulatura regală a faraonului Egiptului Antic reprezintă o serie de titluri purtate de monarhii dinastiilor egiptene. Aceasta era formată din cinci nume, fiecare cu propria semnificație, menite să simbolizeze caracterul divin al faraonului, pe de o parte, și controlul său legitim asupra Egiptului unit, pe de alta. 
Titulatura faraonică se va standardiza în jurul Regatului Mijlociu, rămânând în funcție până în perioada romană.

## Titluri
Cele cinci titluri ale faraonului erau: 
- Numele de Horus - cel mai vechi dintre cele cinci, datând încă din perioada preistorică, folosit de către cei mai vechi faraoni;[1]
- Nebty - "Două doamne", reprezentativ pentru cele două zeițe protectoare ale Egiptului, Nekhbet, a Egiptului de Sus, și Wadjet, a Egiptului de Jos;
- Rege al Egiptului de Sus și de Jos;
- Horus de Aur - Reprezentând triumful zeului Horus asupra unchiului său Seth (zeul deșertului și a violenței);
- Fiul lui Amon Re - Menit să întărească legătura directă cu zeii.

Aceste titluri erau urmate de numele personal al faraonului.